# Gymnopilus subspectabilis
Gymnopilus subspectabilis là một loài nấm thuộc họ Cortinariaceae.